# 3423 Slouka
3423 Slouka eller 1981 CK är en asteroid i huvudbältet som upptäcktes den 9 februari 1981 av den slovakiske astronomen L. Brožek vid Kleť-observatoriet. Den har fått sitt namn efter den slovakiske astronomen Hubert Slouka.